# 高峰記念第一三共賞
高峰記念第一三共賞（たかみねきねんだいいちさんきょうしょう）は、日本国内において、生命科学分野での基礎・臨床研究並びに技術開発、特に疾病の予防と治療の進歩・発展に顕著な功績をあげた研究者やグループに授与される医学賞。第一三共生命科学研究振興財団によって授与される。
高峰譲吉の業績を記念し、2003年に設立された。

## 受賞者
- 2003年 - 北村幸彦
- 2004年 - 門脇孝
- 2005年 - 坂口志文
- 2006年 - 柴﨑正勝
- 2007年 - 満屋裕明
- 2008年 - 山中伸弥
- 2009年 - 杉山雄一
- 2010年 - 河岡義裕
- 2011年 - 間野博行
- 2012年 - 岩坪威
- 2013年 - 山本雅之
- 2014年 - 山本一彦
- 2015年 - 一條秀憲
- 2016年 - 水島昇
- 2017年 -  小川誠司
- 2018年 - 井ノ口馨
- 2019年 - 柳沢正史
- 2020年 - 岡野栄之
- 2021年 -  濱田博司
- 2022年 - 大野博司
- 2023年 - 藤堂具紀
- 2024年 - 竹田潔、本田賢也
- 2025年 - 上村直実、畠山昌則